# Samba Faz Me Rir
GRC Escola de Samba Faz Me Rir é uma escola de samba do Guarujá, São Paulo. Em 2009, foi vice-campeã do Grupo de acesso, sendo promovida ao grupo principal, após obter 182 pontos.
Em 2010, apresentou o enredo "Uma viagem à vida sofrida do nosso eterno Chico Mendes". Por ter descumprido as regras do carnaval, foi suspensa por dois anos. Ao contrário de Jambo Coco e Grêmio Prainha, a escola ainda quer desfilar, porém a liga não habilitou e aguarda decisão final da Comissão de Carnaval 2011.

## Carnavais
| Ano  | Colocação   | Grupo  | Enredo                                                 | Carnavalesco |
| ---- | ----------- | ------ | ------------------------------------------------------ | ------------ |
| 2008 |             |        |                                                        |              |
| 2009 | Vice-campeã | Acesso |                                                        |              |
| 2010 |             |        | Uma Viagem à Vida Sofrida do Nosso Eterno Chico Mendes |              |